# Hotel George (Dunoon)
O Hotel George foi um hotel e bar anteriormente localizado na actual 73 George Street em Dunoon, em Argyll and Bute, na Escócia. Agora uma residência privada, é um edifício listado da Categoria C, construído por volta de 1800.
Construído em estilo georgiano, o edifício tem dois andares no bloco principal, com três tramos de largura. Tem uma extensão em linha do lado direito do edifício, que tem dois tramos de largura. O edifício também possui chaminés de estilo astrágalo.